# LG電子
LG電子／樂金電子（英語：LG Electronics Inc.) ），是LG集團的一部分，負責生產電器產品。

## 介绍
LG电子的業務可分為三個部門：家庭娛樂、移動通訊（已終止）、家電與空調解決方案、車輛部件。2011年，LG成為全球第二大電視製造商。
因自2015年第2季開始，LG手机部门長期处于亏损状态，2021年4月5日，LG电子决定退出已經營26年的手机市场并全面停止移动业务部门的生产和销售，並定於当年7月31日正式退出手机市场。2021年7月LG电子分拆旗下汽车零部件事业本部的电动汽车传动系统业务与麥格納國際成立“LG麦格纳电动传动系统公司”，LG电子将持有合资企业51%的股权。

## 外部連結
- （英文）LG電子全球 （页面存档备份，存于）
- LG電子韓國（页面存档备份，存于）
- （英文）LG電子美國（页面存档备份，存于）
- （简体中文）LG電子中國（页面存档备份，存于）
- （繁體中文）LG電子香港（页面存档备份，存于）
- （繁體中文）LG電子台灣（页面存档备份，存于）